# Église Saint-Côme-et-Saint-Damien de Monnerville
L'église Saint-Côme-et-Saint-Damien de Monnerville est une église paroissiale catholique, dédiée à saint Côme et saint Damien, située dans la commune française de Monnerville et le département de l'Essonne.

## Historique
L'église est construite au XIIIe siècle.
Le clocher remonte au XVIe siècle et des travaux sont réalisés au XIXe siècle.
Depuis un arrêté du 10 février 1948, le clocher de l'église est inscrit au titre des monuments historiques.

## Pour approfondir